# Journal Frankfurt

Firmensitz Journal Frankfurt

Das Journal Frankfurt ist ein in Frankfurt am Main erscheinendes Stadtmagazin.

## Geschichte
Das Journal Frankfurt entstand 1990 aus dem Zusammenschluss der Stadtmagazine Pflasterstrand und Auftritt. Daniel Cohn-Bendit, Gründer und Herausgeber der linken Zeitschrift Pflasterstrand, ist dem Journal Frankfurt bis heute eng verbunden und schrieb noch bis 2017 regelmäßig als Kolumnist für das Magazin. Erster Chefredakteur des Journals war der Publizist und „Zukunftsforscher“ Matthias Horx. Horx war zuvor bereits für den Pflasterstrand tätig gewesen. Weitere Chefredakteure waren unter anderem Helmut Ortner, Boris Tomic und Nils Bremer. Als erste Frau in der 30-jährigen Geschichte des Journal Frankfurt war Ronja Merkel von September 2018 bis Juni 2021 Chefredakteurin. Am 1. Oktober hat Jasmin Schülke den Posten übernommen.
Bis Dezember 2017 erschien das Magazin 14-täglich. Mit der Januar-Ausgabe 2018 wechselte die verantwortliche Presse Verlagsgesellschaft mbH zu einer monatlichen Erscheinungsweise. Das Journal ist mit einer Auflage von rund 30.000 Exemplaren (ca. 100.000 Leser) noch vor den Berliner Zeitschriften Tip und Zitty das auflagenstärkste Stadtmagazin Deutschlands. Das zugehörige Online-Magazin www.journal-frankfurt.de erzielt nach Angaben des Verlags im monatlichen Mittel 1,3 Millionen Seitenaufrufe und erreicht damit mehr als 250.000 Leser. Der Online-Newsletter Journal – der Tag wird wochentäglich an 50.000 Abonnenten versendet. Seit Anfang 2018 gibt es außerdem die Journal-App.

## Inhalte
Neben aktuellen Reportagen aus Frankfurt und dem Umland bietet das Magazin Berichte und Kritiken zu Veranstaltungen aus der regionalen Kunst- und Kulturszene. Im Dezember 2018 teilte Merkel mit, dass das Journal Frankfurt in Zukunft politischer werden solle, da die aktuellen gesellschaftlichen Entwicklungen und Debatten eine klare Haltung erforderten. In dem Zusammenhang solle das Journal zu einer neuen linksliberalen Stimme in Frankfurt werden. Auch deshalb verzichtete das Magazin anlässlich der Hessischen Landtagswahl 2018 bewusst darauf, in einer Interviewreihe mit den Spitzenkandidaten der wichtigsten Parteien den Kandidaten der AfD vorzustellen. Im Mai 2019 übernahm das Journal Frankfurt außerdem gemeinsam mit der Europa-Union Frankfurt die Schirmherrschaft für eine Podiumsdiskussion zur anstehenden Europawahl; zuvor hatte die Stadt Frankfurt als ursprüngliche Veranstalterin die Diskussion absagen müssen, nachdem die nicht eingeladene AfD mit einer Klage gedroht hatte. Im September des gleichen Jahres erregte das Stadtmagazin bundesweit Aufmerksamkeit, nachdem es ein Treffen zwischen dem damaligen Geschäftsführer der HessenFilm und Medien GmbH Hans Joachim Mendig – der damals rund 11 Millionen Euro für die Filmförderung verwaltete –, dem AfD-Bundesvorsitzenden Jörg Meuthen und dem umstrittenen ehemaligen PR-Berater Moritz Hunzinger öffentlich gemacht hatte. Ein von Meuthen bei Instagram geteiltes Foto zeigte die drei Männer bei einem „angeregten und konstruktiven politischen Gedankenaustausch“, so die Bildunterschrift. Der vom Journal veröffentlichte Artikel „Ein Flirt mit der AfD“ löste bundesweit Empörung unter Filmschaffenden und Kreativen aus und entfachte ein breites mediales Echo. Im September 2019 beendete der Aufsichtsrat der HessenFilm und Medien GmbH unter Vorsitz der hessischen Ministerin für Wissenschaft und Kunst Angela Dorn (Bündnis 90/Die Grünen) die Zusammenarbeit mit Mendig. Das Journal Frankfurt erfuhr für seine Berichterstattung viel Lob seitens der Filmszene, bekam jedoch auch vorgeworfen, „Cancel Culture“ zu fördern.

## Trivia
Das Journal Frankfurt hat diverse Schwesternzeitschriften  (KinoJournal, UniJournal, Journal Frankfurt LIVE) und gibt mehrere im Jahr erscheinende Sonderpublikationen heraus (Freizeit in Hessen, Frankfurt mit Kindern, Rhein-Main geht aus!, Feste Feiern in Frankfurt und Rhein-Main, Frankfurt Kauft Ein!), von denen der Gastroführer Frankfurt Geht Aus! die bekannteste ist. Chefredakteur und Objektleiter der Sonderpublikationen ist Bastian Fiebig.